# Unie asociací mezinárodních horských průvodců
Unie asociací mezinárodních horských průvodců (anglicky: Union of International Mountain Leader Associations, UIMLA) je mezinárodní, nestátní organizace, která sdružuje národní asociace mezinárodních horských průvodců. Byla založena v roce 2004 a jejím sídlem je Villars-sur-Ollon. V současné době unie sdružuje více než 5000 horských profesionálů a profesionálek působících po celém světě.
Výsledkem mezinárodní spolupráce členských států UIMLA je kvalifikace označovaná ve zkratce jako IML - International Mountain Leader – v překladu mezinárodní horský průvodce. Tento titul či osvědčení dokládá u jeho nositele mezinárodně uznaný přesně stanovený rozsah znalostí a dovedností potřebných pro vedení osob v horských podmínkách do přesně stanoveného stupně technické obtížnosti.
Český spolek horských průvodců reprezentuje Českou republiku v této mezinárodní unii a spolupracuje s členskými organizacemi na zavedení jednotného standardu vzdělání, etiky a práce horských průvodců.
Mezinárodní kvalifikace horského průvodce UIMLA a horského vůdce IFMGA jsou jediné mezinárodně uznávané kvalifikace v horách na celém světě.

## Cíle a principy UIMLA
- prezentace a propagace profese Mezinárodního horského průvodce I International Mountain Leader I IML
- propagace kvalifikace a rozvoj vzdělávání na bázi IML
- zajistit, aby v horských podmínkách při výletech, trecích, přechodech, expedicích a mnoha dalších činnostech byli lidé vedeni pouze kvalifikovanými odborníky
- rozvoj vztahů mezi profesionálními horskými průvodci a jejich národními asociacemi

## Členské asociace
- Andorra I L'Associació de Guies i Acompanyants de Muntanya d'Andorra I AGAMA
- Argentina I Associación Argentina de Guías de Montaña I AAGM
- Belgie I Union Professionnelle des Métiers de la Montagne I UPMM
- Bolívie I Asociación de Guías de Montaña I AGMTB
- Bulharsko I Mountains & people association
- Chile I La Asociación Chilena de Guías/Instructores de Montaña y Escalada I ACGM
- Chorvatsko I Savez gorskih vodiča Hrvatske I SGVH
- Česká republika I Český spolek horských průvodců I ČSHP
- Francie I Syndicat National des Accompagnateurs en Montagne I LESAEM
- Itálie I Associazione Italiana Mountain Leaders I AIML
- Japonsko I Japan mountain guides association I JFMGA Archivováno 1. 12. 2018 na Wayback Machine.
- Maďarsko I Hungarian mountain guides association I MHVE
- Německo I Verband Deutscher Berg- und Skiführer e.V I VBDS
- Nepál I Nepal Mountain Leader Association I NMLA
- Nizozemsko I Nederlandse Associatie van International Mountain Leaders I NLAIML
- Norsko I Norsk Naturguideforbund | NNGF
- Severní Makedonie I Macedonian Association of International Mountain Leaders I MKAIML
- Peru I Asociación de Guías Oficiales de Caminata del Perú I AGOCP
- Polsko I Stowarzyszenie Europejskich Przewodników Górskich „LIDER’ I SEPG
- Rakousko I Verband der Österreichischen Berg- und Schiführer I VÖBS
- Rumunsko I Societatea Ghizilor și Liderilor Montani I SGLM
- Slovensko I Slovenská asociace horských sprievodcov I SMLA
- Slovinsko I Združenje planinskih vodnikov Slovenije I ZPVS
- Španělsko I Asociación Española de Guías de Montaña I AEGM
- Švédsko I Svenska Fjälledarorganisationen I SLFO
- Švýcarsko I Association Suisse des Accompagnateurs en Montagne I ASAM
- Velká Británie I British Association of International Mountain Leaders I BAIML

## Aspirantské asociace
- Gruzie I Georgia Mountain Guides Association I GMGA
- Kazachstán
- Mexiko
- Řecko I Hellenic Mountain Leaders Association I HMLA
- USA I American Hiking Guides Association I AHGA